# Biblioteca di Villa Bandini
La biblioteca di Villa Bandini, già Palazzo Comunale, è una biblioteca pubblica del Quartiere 3 di Firenze a Gavinana e più precisamente nel rione del Bandino, ospitata all'interno della storica Villa del Bandino.

## Storia
Nel 1863 il V principe di Sismano Andrea Corsini vendette un quarto della villa del Bandino al Comune di Bagno a Ripoli, il quale vi trasferì una scuola educativa per fanciulli, su progetto del Principe stesso. Nel 1928 i beni della frazione del Bandino passarono al Comune di Firenze. Ad oggi, questa parte comunale, dopo essere stata adibita agli sfollati della Seconda Guerra Mondiale e alla Polizia, è sede della Biblioteca Comunale dal 1999.

## Descrizione
La biblioteca si articola su tre piani.
Al piano terra sono situati:
- Postazione di front office per informazioni di base, ricerche e prestiti;
- Sala lettura e studio con la collezione di letteratura, filosofia e psicologia, oltre ai fumetti e ai libri in lingua straniera;
- Emeroteca con quotidiani e riviste;
- Sezione dedicata alla lettura facilitata con libri di narrativa per adulti a grandi caratteri;
- "Villa Bambini", sezione dedicata ai bambini e ragazzi fino ai 14 anni;
- Spazio dotato di baby Pit Stop, nato in collaborazione con UNICEF Firenze, per l’allattamento e il cambio del pannolino.

Al primo piano sono presenti: 
- Due sale lettura e studio con la raccolta di dizionari ed enciclopedie;
- La "Sala Paradiso", riservata agli incontri culturali, presentazioni di libri e conferenze.

Al secondo piano si trovano: 
- Postazione di front office;
- Collezione di saggistica e di DVD;
- Sezione di storia locale su Firenze e la Toscana;
- Gli scaffali tematici dedicati al progetto regionale “Parole di salute… @lla tua biblioteca” e “Slow food” sull’enogastronomia;
- Il Fondo Cambiamusica, una raccolta di libri di arte donati dall’Associazione Cambiamusica di Firenze.

Le collezioni di libri sono ordinate per disciplina e, insieme ai materiali multimediali, sono disposte a scaffale aperto. Tutta la Biblioteca è coperta dal wi-fi.
La Biblioteca è autogestita nelle aperture serali per le sale lettura da "I Bandinai", Associazione Culturale di volontariato "Calzini Bucati".

## Patrimonio
La collezione della Biblioteca può essere ricercata sul catalogo online. Il risultato della ricerca consente di sapere se l’opera è presente in biblioteca e i tempi di attesa nel caso in cui il materiale sia in prestito.